# Congomys verschureni
Congomys verschureni — вид гризунів родини мишевих (Muridae). Зустрічається тільки в Демократичній Республіці Конго. Його природне середовище проживання — субтропічні або тропічні вологі рівнинні ліси. Йому загрожує втрата середовища проживання.

## Морфологічна характеристика
Це дрібний гризун з довжиною голови й тулуба від 109 до 135 мм, довжиною хвоста від 123 до 162 мм, довжиною лапи від 28 до 32 мм, довжиною вух від 19 до 23 мм і вага до 65 грамів. Шерсть м'яка й тонка. Забарвлення спини і голови світло-коричневе, боки і морда трохи світліше, а черевні частини білуваті. Лінія поділу по боках чітка. Довжина вусів 37 мм. Вуха великі, круглі, біля основи білі. Задня частина ніг біла і повністю вкрита білим волоссям. Хвіст довший за голову й тулуб, зверху сірувато-коричневий, знизу білий, із приблизно 20 кільцями луски на сантиметр.

## Поведінка
Це нічний і частково деревний вид. Харчується в основному безхребетними і крохмалистими овочами.